# 汕頭文革博物館
汕頭文革博物館是中国大陸唯一一座關於文化大革命的博物馆，位於廣東汕頭澄海區塔山風景區。博物馆由汕頭市前副市長彭啟安等人建立，2005年落成开放。澳洲旅遊雜誌《孤独星球》將该博物院列為当地景點之一。但自2016年起，文革博物館遭當局整修改用，可謂已名存實亡。

## 歷史
1968年7月23日，由支左军队干部控制的澄海县革委会、军管会调集全县武装民兵协同人民解放军野战部队围攻支持余锡渠、林兴胜等本地干部的涂城、永新、槐泽、建阳、上巷、兰苑、程洋冈等大队，至25日先后进占，在当地打死干部群众68人。25日下午，又将80余人押解到澄海县治安指挥部，在指挥部门口打死17人。8月份，澄海县城组织三次大型游斗会，打死干部、群众28名。
1996年，時任广东省汕頭市政府顧問、前汕头市常务副市长彭啟安參加活動時，發現了涂城村塔山山坡上的亂墳，詢問得知這裏埋著71位“文革”遇難者。彭啟安聽後，起了興建文革博物館的念頭，希望悼念文革裡的逝者，並警醒後人。退休後，彭啟安開始籌資興建文革博物館，受到社會各界支持，成功籌集了數千萬元。
2005年，文革博物館正式建成開放，此後十年，文革博物館一直在官方不支持、不反对，默許的情況下存在。
2014年，彭啟安於5月把塔園交還塔山所屬的涂城村村委會管理，同年停辦每年8月8日的公祭文革亡魂活動。
2016年5月初，在文化大革命發動五十週年的敏感日子前夕，文革博物館遭圍封遮掩，石碑、題詞被貼上一系列「社會主義核心價值觀」海報。其後博物館內的所有石碑、牌坊、遇難者碑文、歷史展覽等石刻皆被水泥覆蓋，多個展覽館也改為他用。據香港《信報》報道，中央嚴打「歷史虛無主義」，認為文革博物館「抹黑、否定中共歷史」，當局以違章建築之名整改文革博物館，要求調查背後支持者，多名義工被當地警方勸誡勿再參與塔園事宜。
截至2025年5月，塔山风景区內已无文革痕迹，也不再收門票，當地政府计划将塔山打造成玩具城。

## 館內設施
階級上是仿北京天壇三層塔狀設計的博物館，塔山園區裡，展有“碑廊銘史” 、“思安塔”、“明鏡台”、“石筆書史”和“警鐘長鳴”等展區，放置刻有圖文的石碑、人物塑像、反思文革的刻字等。在博物馆的坡地上，合葬着70多具文革遇难者的尸骨。
博物館把《1966-1976：文化大革命博物館》一書的內容，以及1100張圖片，用黑體石材以影雕工藝的形式，全部鑲嵌於樓閣第一層的展壁上，為博物館最為核心的展物。博物館內並展示許多文革文物，包括彭啟安多年以來收集的文革實物，以及幾百本關於文革的書籍。大廳正中，高懸倡導建立文革博物館的巴金畫像，以及巴金反思文革的兩段話。
另一頭的安息園，置有文革受難者、前國家主席劉少奇的塑像，一旁石壁刻有文革百種酷刑和苦難，及滿牆的文革死難者名字。园内还竖立有祖籍广东的叶剑英元帅的雕像，叶剑英曾参与了1976年10月“粉碎四人帮”、结束文化大革命的行动。

## 图集

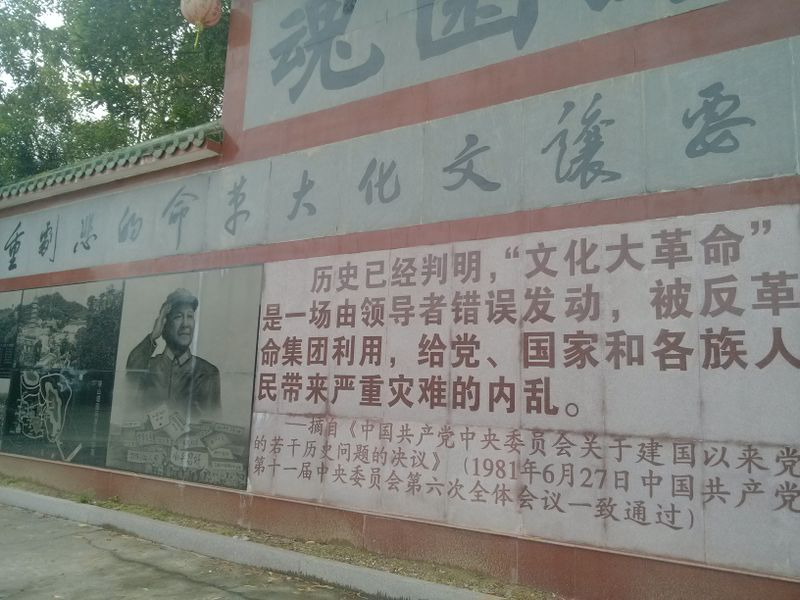
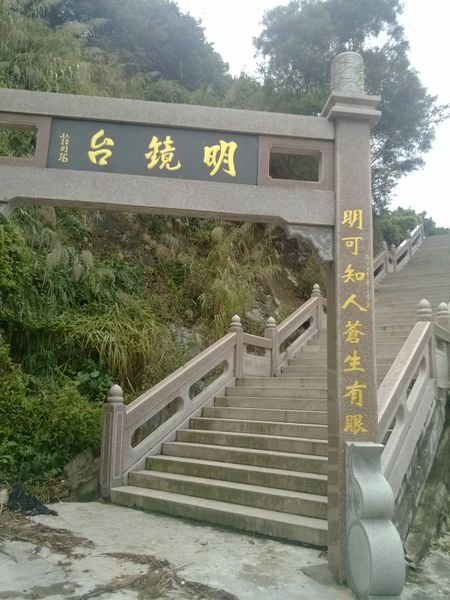
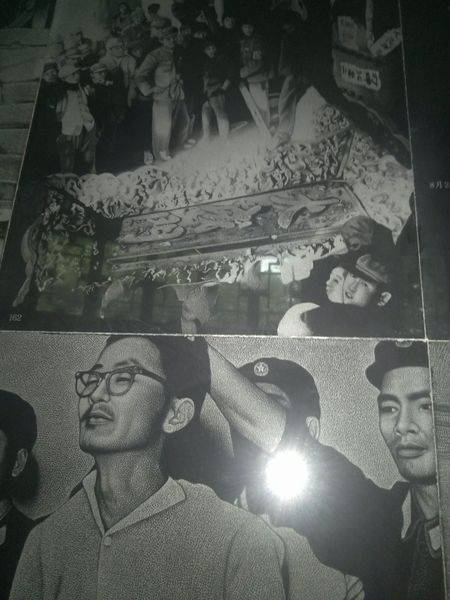
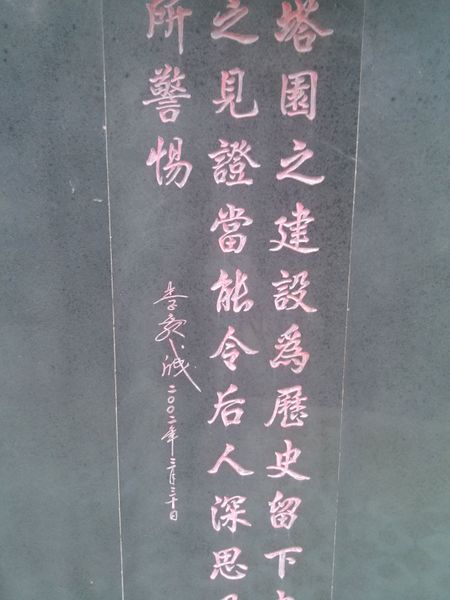